# Lepidosperma effusum
Lepidosperma effusum är en halvgräsart som beskrevs av George Bentham. Lepidosperma effusum ingår i släktet Lepidosperma och familjen halvgräs. Inga underarter finns listade i Catalogue of Life.